# QSO J0313−1806

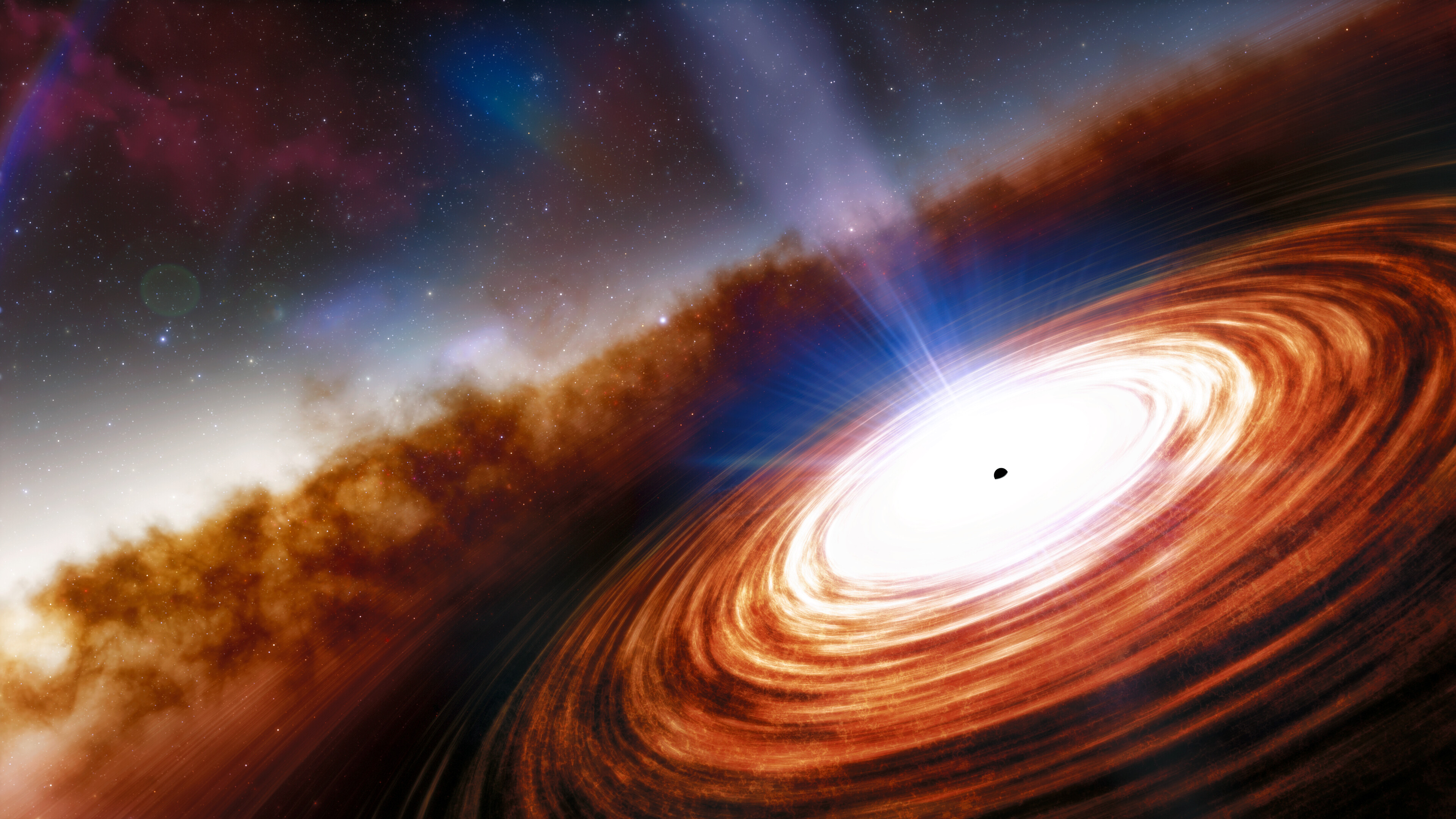

QSO J0313−1806은 발견 당시 가장 멀리 떨어져 있는 퀘이사로, z = 7.64인 가장 오래된 것으로 알려진 퀘이사이기도 하다. 2021년 1월, 이 블랙홀은 (1.6±0.4)×109 태양질량의 가장 오래된 초대질량 블랙홀(SMBH)을 갖고 가장 적색편이가 심한(가장 높은 z) 알려진 퀘이사로 확인되었다. 2021년 발표 문서에서는 이를 "z > 7에서 가장 대규모 SMBH"라고 설명했다. 이 퀘이사는 이전의 기록적인 퀘이사인 ULAS J1342+0928의 기록을 넘었다. 2023년에 UHZ1이 발견되어 QSO J0313−1806의 기록을 뛰어넘는 가장 먼 퀘이사에 대한 새로운 기록을 세웠다.
2021년 논문 저자 중 한 명인 왕 페이거는 우주 존재 초기에 초거대 블랙홀의 존재가 현재의 형성 이론에 문제를 제기했다고 말했다. 불과 몇 억 년 만에 이 정도 규모가 되었다." 참고로, 적색편이 z = 7.642는 약 6억 년의 나이에 해당한다.

## 같이 보기
- 최원거리 천체 목록
- 퀘이사 목록
- ULAS J1342+0928

## 참고 문헌
- Wang, Feige; Yang, Jinyi; Fan, Xiaohui; Hennawi, Joseph F.; Barth, Aaron J.; Banados, Eduardo; Bian, Fuyan; Boutsia, Konstantina; Connor, Thomas; Davies, Frederick B.; Decarli, Roberto; Eilers, Anna-Christina; Farina, Emanuele Paolo; Green, Richard; Jiang, Linhua; Li, Jiang-Tao; Mazzucchelli, Chiara; Nanni, Riccardo; Schindler, Jan-Torge; Venemans, Bram; Walter, Fabian; Wu, Xue-Bing; Yue, Minghao (2021). “A Luminous Quasar at Redshift 7.642”. 《The Astrophysical Journal》 907 (1): L1. arXiv:2101.03179. Bibcode:2021ApJ...907L...1W. doi:10.3847/2041-8213/abd8c6. S2CID 231572944.